# The Bachelor (temporada 22)
La 22.ª temporada de The Bachelor, fue estrenada el 1 de junio de 2018. Esta temporada estaba protagonizada por Arie Luyendyk Jr., de 36 años. Un agente inmobiliario y corredor de carreras de Scottsdale, en Arizona.
Luyendyk fue el subcampeón de la octava temporada de The Bachelorette protagonizado por Emily Maynard. La temporada concluyó el 5 de marzo de 2018 en la que la publicista Becca Kufrin fue nombrada la ganadora. Durante el episodio final, Luyendyk acabó su compromiso con Kufrin admitiendi que seguía enamorado de Lauren Burnham  y que estaba dispuesto a darle otra posibilidad en su relación. Luyendyk le propuso matrimonio a Burnham en el especial de "After the Final Rose"